# John Besford
John Besford (Manchester, 30 gennaio 1911 – 26 febbraio 1993) è stato un nuotatore britannico.

## Carriera
Specializzato nel dorso, all'apice della carriera conquistò il titolo europeo sulla distanza dei 100 metri.

## Palmarès
- Europei

Magdeburgo 1934: oro nei 100m dorso.
- Giochi del Commonwealth

Hamilton 1930: bronzo nelle 100y dorso.
Londra 1934: argento nelle 100y dorso e bronzo nella 3x100y misti.